# Türkischer Hamster
Der Türkische Hamster (Mesocricetus brandti) ist ein Säugetier aus der Unterfamilie der Hamster (Cricetinae). Er kommt im Zentrum und im Osten von Anatolien, in Armenien, im südlichen Georgien, im westlichen Aserbaidschan, im nordwestlichen Iran und in einem kleinen von Machatschkala bis Derbent reichendem Gebiet in Dagestan vor. Im Iran reicht das Verbreitungsgebiet bis in die Provinzen Luristan und Qazvin.
Die Tiere bewohnen Steppen und Ackerränder. Der Bestand ist durch Lebensraumzerstörung rückläufig und möglicherweise fragmentiert, die IUCN führt den Türkischen Hamster daher als potenziell gefährdet.

## Merkmale
Der Türkische Hamster erreicht eine Kopf-Rumpf-Länge von 13,5 bis 19,5 Zentimeter und ein Gewicht von 108 bis 175 g. Der kurze Schwanz ist 1 bis 3,9 Zentimeter lang. Damit ist er etwas größer als der Goldhamster (Mesocricetus auratus). Außerdem unterscheiden sich die beiden Arten farblich. Der Rücken des Türkischen Hamsters ist sandbraun bis gelblich, die Körperseiten sind gelblich und der Bauch ist weiß bis weißlich-grau gefärbt. Auf der Brust befindet sich ein schwarzes Querband. Von den Wangen bis auf die Schultern erstreckt sich ein schwarzer Fleck, der oben und unten einen gelblichen Rand aufweist.

## Lebensraum und Lebensweise
Der Türkische Hamster kommt in relativ trockenen, steinigen, mit Gräsern und vereinzelte Sträuchern bestandenen Gegenden und an den Rändern von Äckern vor. Feuchte Umgebungen werden gemieden. Er ernährt sich vor allem von Samen, Getreide und Gräsern, daneben von Insekten. Kräuter und Gemüse werden nur gefressen, wenn Samen nicht zur Verfügung stehen. In für die Überwinterung mit Vorräten versehenen Bauen fand man ein bis sechs Kilogramm Getreide, Blätter, Knollen, Zwiebeln und Knochen verschiedener Säugetiere. Der Türkische Hamster ist nacht- und dämmerungsaktiv und lebt als Einzelgänger. Das Territorium wird mit Duftmarken markiert. Der etwa fünf Monate dauernde Winterschlaf wird hin und wieder für einen bis drei Tage unterbrochen. In freier Wildbahn suchen sie mit den ersten Frösten von Oktober bis Dezember ihre Winterquartiere auf und kommen Ende Februar bis April wieder aus ihren Höhlen. Während des Winterschlafs verlieren die Nager fast ein Viertel ihres Gewichts. Angegriffene Türkische Hamster blasen die Backentaschen auf und bewegen abwehrend ihre Vorderpfoten. Oft springen sie einen Angreifer an und versuchen, ihn zu beißen.

## Fortpflanzung
Die Fortpflanzungszeit des Türkischen Hamsters variiert je nach Region zwischen Ende Januar bis Mitte August, in Transkaukasien bis Oktober. In dieser Zeit können die Weibchen dreimal werfen. Die Trächtigkeitsdauer liegt bei 15 bis 17 Tagen und es werden pro Wurf 1 bis 13 Jungtiere, in Ausnahmefällen sogar bis 20 Junge geboren. Die Wurfgröße unterscheidet sich von Region zu Region. Die Neugeborenen sind blind, taub und unbehaart und wiegen etwa 2,6 Gramm. Nach 12 bis 13 Tagen öffnen sie ihre Augen und beginnen, feste Nahrung zu sich zu nehmen. Kurz danach, bevor sie 20 Tage alt sind, werden sie entwöhnt. Weibchen werden schon mit einem Alter von etwa 50 Tagen geschlechtsreif. Die  durchschnittliche Lebenserwartung liegt bei 1,8 Jahren, in Gefangenschaft erreichten die Tiere aber schon ein Alter von etwas mehr als vier Jahren.

## Systematik
Der Türkische Hamster wurde 1898 durch den deutschen Zoologen Alfred Nehring als Unterart des Goldhamsters erstmals wissenschaftlich beschrieben und nach dem deutschen Naturforscher Johann Friedrich von Brandt benannt. Die beiden Arten unterscheiden sich jedoch im Karyotyp, farblich, in der Form der Eichel und hinsichtlich ihrer DNA und schon 1965 bekam er erstmals den Status einer eigenständigen Art. Der nächste Verwandte des Türkischen Hamsters ist der in Bulgarien und Rumänien vorkommende Rumänische Hamster (Mesocricetus newtoni).

## Gefährdung
Die IUCN schätzt den Türkischen Hamster als potenziell gefährdet ein. Er ist in seinem Verbreitungsgebiet relativ selten und der Bestand ist rückläufig. Hauptursache ist die Umwandlung des steppenartigen Lebensraums in Äcker und die Auswirkungen von Schädlingsbekämpfungsmaßnahmen.